# Trichocerca bilunaris
Trichocerca bilunaris är en hjuldjursart som beskrevs av Henri Marie Ducrotay de Blainville 1830. Trichocerca bilunaris ingår i släktet Trichocerca och familjen Trichocercidae. Inga underarter finns listade i Catalogue of Life.